# OSTM (космически апарат)
OSTM (от на английски: Ocean Surface Topography Mission) (или Jason-2) е високотехнологична океанографска космическа лаборатория, измерваща релефа на повърхността на световния океан.
Проектът се изпълнява от Националното управление на океанските и атмосферни изследвания (NOAA), НАСА (NASA) (САЩ), Националният център за космически изследвания (CNES) (Франция) и Европейската организация за използване на метеорологичните спътници (Eumetsat).
Предшественици на ИСЗ „OSTM/Jason-2“ са спътниците Topex-Poseidon и Jason-1.
Спътникът е изведен на орбита на 20 юни 2008 г. с помощта на ракета носител Делта II.

## Инструмени
Poseidon-3
импулсен радарен алтиметър, измерващ разстоянието от спътникът до повърхността на океана (изготвен от CNES).
AMR (Advanced Microwave Radiometer)
усъвършенстван микровълнов радар, измерващ нивото на изпарение над океана (изготвен от JPL).